# Genera Plantarum Florae Germanicae
Genera Plantarum Florae Germanicae (abreviado Gen. Fl. Germ.) fue una revista ilustrada con descripciones botánicas que fue editada por el botánico alemán, Christian Gottfried Daniel Nees von Esenbeck. Fue publicada en 31 fascículos desde el año 1831 al 1860. 